# Carl Allen
Carl Allen (Milwaukee, 25 april 1961) is een Amerikaanse jazz-drummer. Hij wordt gezien als een belangrijke drummer in de neobop.
Allen had privé-drumles en begeleidde vanaf zijn zestiende in lokale clubs musici als Sonny Stitt, Red Holloway en James Moody. Vanaf 1979 studeerde hij aan de University of Wisconsin-Green Bay en van 1981 tot 1983 aan William Paterson College. Hierna ging hij naar New York, waar hij van 1982 tot 1990 lid van de band van trompettist Freddie Hubbard was. In deze periode werkte hij ook met onder meer George Coleman, Jackie McClean, Steve Turré en het kwintet van Donald Harrison en Terence Blanchard. In 1988 richtte hij met Vincent Herring het platenlabel Big Apple Productions op. Hij drumde in  de groep Message met leden van Art Blakey's Jazz Messengers, waarmee hij een tribute-album opnam, "The Art of Blakey".
In de jaren negentig speelde hij met het trio van Benny Green en met zijn eigen formaties, waarin onder meer Herring, Mulgrew Miller, Roy Hargrove en Nicholas Payton speelden (bijvoorbeeld de groep The Art of Elvin, waarvan de naam verwijst naar zijn voorbeeld Elvin Jones). Hij nam platen als leider op en speelde mee op opnames van anderen, zoals Don Braden, Donald Byrd, Woody Shaw, Dewey Redman en Phil Woods. Ook produceerde hij platen, van onder meer Hargrove, Cyrus Chestnut, Redman en Pharoa Sanders. Met bassist Rodney Whitaker nam hij twee platen.
Sinds 2008 is hij verbonden aan de jazzafdeling van Juilliard School.

## Discografie
- Piccadilly Square, Timeless, 1989
- The dark Side of Dewey, Evidence, 1993
- Pursuer, Atlantic, 1994
- Testimonial, Atlantic, 1995
- Get Ready, Mack Avenue, 2007
- Work to Do, Mack Avenue, 2009